# Ludwig : Le Crépuscule des dieux
Pour les articles homonymes, voir Ludwig et Le Crépuscule des dieux.
Série trilogie allemande
Mort à Venise
(1971)
Pour plus de détails, voir Fiche technique et Distribution.
Ludwig : Le Crépuscule des dieux (Ludwig) est un film franco-germano-italien réalisé par Luchino Visconti et sorti à la fin de l'année 1972. C'est un drame biographique qui retrace le règne et la fin tragique de Louis II de Bavière alias « Ludwig II. von Bayern » en allemand.
Le film relate la vie de Louis II de Bavière, depuis son couronnement à l'âge de 18 ans jusqu'à son internement et sa mort à 40 ans. On y découvre la complicité presque amoureuse qui le lie à sa cousine Élisabeth de Wittelsbach, dite « Sissi » (la jeune impératrice d'Autriche-Hongrie), qui parvient presque à lui faire épouser sa sœur Sophie malgré le peu d'attirance qu'il a pour celle-ci, sa passion pour la musique de Richard Wagner, dont il devient le très généreux mécène au point de lui faire construire un opéra, les circonstances qui l'amènent à céder à ses penchants : son goût du rêve, du post-romantisme, des garçons (son palefrenier devenant son chambellan et homme de confiance très intime), des châteaux de contes de fées, pour l'édification desquels il dépense des fortunes et où il fuit les dures réalités de son temps (à savoir l'irrésistible unification allemande autour de la Prusse de Bismarck qui vassalise les autres royaumes ou principautés germaniques, Bavière comprise) en s'imaginant, entouré d'une garde rapprochée de serviteurs, qu'il est encore vrai roi en son royaume. Au terme de ces années d'excès, le gouvernement effectif de Munich l'extirpe de son rêve et l'interne au château de Berg… où il meurt peu après son arrivée en tentant, dans des circonstances mal élucidées, de s'évader.
Il s'agit du troisième et dernier film de la trilogie allemande de Luchino Visconti.

## Synopsis
En 1864, Louis II est couronné roi de Bavière à l'âge de 18 ans. L'une des premières actions de son règne est de soutenir le compositeur Richard Wagner, auquel il voue une admiration sans limite. Wagner est convié chez Louis II à Munich et se fait doter de moyens considérables. Au sein du cabinet ministériel, ces dons financiers suscitent l'incompréhension, et le mécontentement populaire monte contre Wagner et son mode de vie. Louis ne remarque pas que Wagner a une relation avec Cosima von Bülow, l'épouse du chef d'orchestre de Wagner, Hans von Bülow. Lorsqu'il apprend la vérité par ses conseillers, il se sent trompé et demande à Wagner de quitter Munich. Bien que Louis continue à couvrir d'argent le compositeur après son mariage avec Cosima, l'admiration du roi pour l'homme Wagner s'est refroidie.
Pour sa cousine l'impératrice Elisabeth d'Autriche-Hongrie, Louis II nourrit une admiration romantique exaltée ; il la considère comme son âme sœur. Lors d'une rencontre de la noblesse à Bad Ischl, ils font ensemble une promenade de nuit et s'embrassent. Mais bientôt, Louis se sent blessé dans son orgueil par le comportement hautain de l'impératrice. Élisabeth lui conseille d'épouser sa sœur Sophie-Charlotte en Bavière, mais Louis n'a que faire d'elle. Déçu à la fois par Wagner et par Élisabeth, il se retire de plus en plus dans sa vie privée et s'adonne à la rêverie. Lors de la guerre austro-prussienne de 1866, le gouvernement bavarois se range — contre la volonté de Louis qui voulait « interdire cette guerre » — du côté de l'Autriche contre les Prussiens. Louis choisit alors de faire « comme si la guerre n'existait pas » et devient encore plus casanier. Son confident, le comte Dürckheim, lui suggère de se marier pour sortir de sa solitude. Pendant ce temps, la Prusse sort victorieuse de la guerre.
Peu après avoir pris conscience de ses penchants homosexuels, Louis fait annoncer ses fiançailles avec la princesse Sophie en 1867. Il rejette avec colère une actrice du nom de Lila von Buliowski que des membres de la famille lui ont envoyée pour qu'il n'arrive pas vierge au mariage. Louis doute de pouvoir rendre Sophie heureuse, ajourne plusieurs fois la date de son mariage et rompt finalement les fiançailles. Il s'adonne alors à ses penchants homosexuels avec le serviteur Richard Hornig, alors que sa foi catholique lui inspire un fort sentiment de culpabilité.
La Bavière conclut une alliance avec la Prusse et fait partie du nouvel Empire allemand en 1871. Louis ne peut se résoudre à cette perte de souveraineté que sous l'influence de ses proches. Pendant ce temps, l'état mental de son jeune frère, Otto, se détériore depuis que son engagement dans la guerre de 1866 l'a durement marqué. Otto sombre dans la folie et doit être emmené dans un hôpital psychiatrique, ce qui laisse Louis sous le choc.
Toute l'attention de Louis se porte alors sur l'édification des châteaux de Neuschwanstein, Linderhof et Herrenchiemsee. Ces constructions gigantesques engloutissent des sommes colossales et dressent le gouvernement bavarois contre le roi. Louis s'éloigne de plus en plus de son entourage, n'assume plus ses devoirs de représentation et se retire de façon quasi continue dans la solitude de ses châteaux. En 1881, il entreprend un voyage en Suisse avec l'acteur Josef Kainz, qu'il admire. Kainz doit constamment lui réciter des poèmes et des rôles de héros adolescents. La brève relation entre Kainz et le roi se termine par une dispute. Louis se perd alors dans ses rêveries et s'adonne à des orgies sexuelles avec ses serviteurs. Lorsque l'impératrice Élisabeth visite les somptueux châteaux de son cousin et souhaite le revoir après une longue période de séparation, les serviteurs de Louis la repoussent à la porte sur ordre de ce dernier.
En 1886, le roi est finalement déclaré malade mental au château de Neuschwanstein par une commission gouvernementale. Louis fait arrêter les membres de la commission par ses serviteurs, mais il est trop épuisé pour se battre contre ses accusateurs. Il est destitué et son oncle, le prince Luitpold, devient régent. Le professeur Bernhard von Gudden, psychiatre en chef, accompagne le roi destitué au château de Berg sur le lac de Starnberg. Deux jours plus tard, Louis et le professeur von Gudden quittent le château pour une promenade dans le parc environnant. Ne les voyant pas revenir, on commence à fouiller les alentours. Après des heures de recherche, les corps des deux hommes sont retrouvés dans le lac de Starnberg.

## Fiche technique
Sauf indication contraire, les informations mentionnées dans cette section peuvent être confirmées par la base de données cinématographiques Unifrance,  présente dans la section « Liens externes ».
- Titre original italien : Ludwig
- Titre français : Le Crépuscule des dieux (sortie initiale) ; Ludwig : Le Crépuscule des dieux (ressortie)[2]
- Titre allemand : Ludwig II.
- Réalisation : Luchino Visconti
- Scénario : Luchino Visconti, Enrico Medioli, Suso Cecchi D'Amico
- Photographie : Armando Nannuzzi
- Montage : Ruggero Mastroianni
- Musique : Wagner (extraits de Lohengrin, Tristan und Isolde, Tannhäuser) ; Robert Schumann (extraits des Scènes d'enfants)
- Direction artistique : Mario Chiari, Mario Scisi
- Décors : Gianfranco De Dominicis, Enzo Eusepi, Corrado Ricercato, Oltrona Kuchino Visconti
- Costumes : Piero Tosi
- Son : Giuseppe Muratori, Vittorio Trentino
- Production : Dieter Geissler (de), Robert Gordon Edwards, Ugo Santalucia
- Sociétés de production : Mega Film (Rome), Cinétel (Paris), Divina-Film, Dieter Geissler Filmproduktion (Munich)
- Sociétés de distribution : Valoria Films (France)
- Pays de production :  Italie/  France/  Allemagne de l'Ouest
- Langues originales : italien, anglais, allemand, français
- Format : couleur (Technicolor) - 2,35:1 (Panavision) - son mono - 35 mm
- Genre : drame historique
- Durée : 
  - Italie : 185 minutes (3 h 5) ; ressortie en version de 235 minutes (3 h 55)
  - Allemagne de l'Ouest : 185 minutes (3 h 5)[3] ; version censurée de 144 minutes (2 h 24) ; Ressortie en version de 235 minutes (3 h 55)
  - France : 235 minutes (3 h 55) ; ressortie en mini-série télé de 285 minutes (4 h 45) ; sortie DVD de 227 minutes (3 h 47)
- Dates de sortie : 
  - Allemagne de l'Ouest : 29 décembre 1972
  - Italie : 7 mars 1973
  - France : 15 mars 1973
- Affiche : René Ferracci (France)

## Distribution
- Helmut Berger  (VF : Jean-François Poron) : Louis II de Bavière
- Romy Schneider  (VF : elle-même + Anne Kerylen dans la version longue[Laquelle ?]) : Élisabeth d'Autriche, « Sissi »
- Trevor Howard  (VF : William Sabatier) : Richard Wagner
- Silvana Mangano (VF : Nadine Alari puis Nicole Vervil) : Cosima von Bülow, puis Cosima Wagner
- Gert Fröbe (VF : Yves Brainville) : le père Hoffmann
- Helmut Griem  (VF : Dominique Paturel) : le colonel Dürckheim
- Izabella Teleżyńska (it) (VF : Nelly Benedetti) : la reine-mère
- Umberto Orsini  (VF : Jacques Thébault) :  le comte von Holstein
- John Moulder-Brown : le prince Otto
- Sonia Petrovna : Sophie-Charlotte en Bavière
- Folker Bohnet (de) (VF : Michel Paulin) : Josef Kainz
- Heinz Moog  (VF : Louis Arbessier) : le professeur Bernhard von Gudden
- Adriana Asti (VF : Évelyn Séléna) : Lila von Buliowski, l'actrice
- Marc Porel : Richard Hornig
- Nora Ricci (VF : Sylvie Deniau) : la comtesse Ida Ferenczy
- Mark Burns (VF : Claude D'Yd) : Hans von Bülow
- Kurt Grosskurt (de) (VF : Albert de Médina) : le ministre des finances
- Anna Maria Hanschke (VF : Hélène Tossy) : la duchesse Ludovika
- Gérard Herter (VF : Robert Party) : le prince Luitpold
- Wolfram Schaerf (de) (VF : Georges Riquier) : le baron Krafft von Crailsheim, secrétaire d'État aux Affaires étrangères
- Henning Schlüter (VF : Jacques Mancier) : le ministre Pfistermeister
- Helmut Stern (VF : Patrick Dewaere) : le page Osterholzer
- Eva Tavazzi : Maria
- Karl Heinz Windhorst (VF : Claude D'Yd) : le Dr Müller
- Domenico Ravenna : l'ambassadeur (non crédité)
- Berno von Cramm (de) (VF : Pierre Hatet) : le comte Törring (non crédité)
- Friedrich von Ledebur : le chambellan (non crédité)
- Alexander Allerson : le secrétaire d'état

## Production
Le film fait partie, avec Les Damnés et Mort à Venise, d'une série de films souvent appelée la « trilogie allemande » de Visconti,.
Luchino Visconti était fasciné par l'histoire du solitaire et esthète Louis II et le considérait comme « le dernier souverain absolutiste qui préférait gouverner par l'art plutôt que par la politique. » Luchino Visconti et Louis II partagent des ancêtres communs. Visconti est le fils d'un cousin au douzième degré de Louis II ; les derniers ancêtres communs sont Marguerite de Bavière et Frédéric Ier de Mantoue, qui vivaient au XVe siècle.
La progression dans le film est ponctuée par des scènes dans lesquelles certains personnages regardent directement la caméra sur un fond noir et parlent du roi Louis II de Bavière et de son comportement comme s'il s'agissait d'un témoignage. Le film de Visconti respecte scrupuleusement les faits historiques dans la mesure du possible, mais se focalise moins sur les événements historiques que sur la vie privée de Louis, avec ses intérêts et ses particularités privées. Une première version du scénario prévoyait qu'à la fin du film, un serviteur devait trouver un trou dans les vêtements du cadavre de Louis et prononcer les mots « Une balle a tué le roi »,. Le dénouement du film laisse finalement ouverte la question de savoir si la mort de Louis était un suicide ou un meurtre.

### Attribution des rôles
Romy Schneider avait percé dans les années 1950 grâce à la trilogie Sissi, dans lesquels elle interprétait une version plutôt romancée de l'impératrice, une version que l'actrice a détestée, la jugeant mièvre et incohérente avec la personnalité du personnage historique. Par la suite, elle s'est éloignée de cette image en tournant des films d'auteurs français et en interprétant des rôles plus sérieux. C'est pourquoi Schneider fut d'abord sceptique lorsqu'on lui proposa à nouveau le rôle de l'impératrice autrichienne, cette fois par l'intermédiaire de son ami proche Visconti. Avant d'accepter, elle s'assura que la Sissi de ce film ne soit pas romancée, mais davantage en phase avec la réalité historique d'une impératrice tourmentée, au caractère sombre et ombrageux.

### Tournage
Le film a été tourné du 31 janvier au 24 juin 1972. Les coûts de production du film se sont élevés à environ 12 millions de Deutsche Mark, ce qui en faisait l'un des films européens les plus chers de son époque. Les scènes d'intérieur ont été tournées dans les studios de Cinecittà à Rome, les scènes d'extérieur dans des lieux originaux de l'action en Bavière et en Autriche :
- Château de Herrenchiemsee (sur Herrenchiemsee, une île du lac de Chiem)
- Châteaux de Hohenschwangau et de Neuschwanstein (à Schwangau)
- Château de Linderhof (à Ettal, près d'Oberammergau)
- La villa casino de l'île aux Roses sur le lac de Starnberg, à 20 km au sud-ouest de Munich.
- Château de Nymphembourg et le Théâtre Cuvilliés (à Munich)
- Kaiservilla à Bad Ischl en Autriche

Pour rejoindre l'île aux Roses depuis les bords du lac de Starnberg, des pionniers de la Bundeswehr ont construit un pont sur le lac pour l'équipe de tournage en guise d'« exercice de manœuvre ». Le château de Possenhofen, également situé sur le lac de Starnberg, servit de décor de remplacement au château de Berg, les Wittelsbach ayant refusé l'autorisation de tournage pour ce dernier.
Pour le bateau à vapeur Tristan, acheté par Maximilien II et volontiers utilisé par Louis II, on utilisa la navette fluviale Leoni (de), réaménagée pour l'occasion.

### Langues de tournage
Sur le plateau, chaque acteur joue dans sa propre langue. Visconti tourne donc autant de version finales de chaque scène qu'il y a de langues de tournage pour cette scène. Il n'existe pas de « version originale », où tous les acteurs parlent la langue qu'ils ont utilisée sur le plateau,.
| Personnage                  | Actrice ou acteur | Langue de tournage | Voix italienne        |
| --------------------------- | ----------------- | ------------------ | --------------------- |
| Ludwig, Louis II de Bavière | Helmut Berger     | allemand           | Giuseppe Rinaldi      |
| Élisabeth (« Sissi »)       | Romy Schneider    | allemand           | Maria Pia Di Meo (it) |
| Richard Wagner              | Trevor Howard     | anglais            | Corrado Gaipa         |
| le père Hoffmann            | Gert Fröbe        | allemand           |                       |
| Sophie de Bavière           | Sonia Petrovna    | français           |                       |
| Cosima von Bülow            | Silvana Mangano   | italien            | elle-même             |

### Problèmes de santé de Visconti
Pendant le tournage du film, Visconti fut victime d'un accident vasculaire cérébral le 27 juillet 1972, à la suite duquel il fut physiquement très affaibli.
Dans le documentaire The Life and Times of Count Luchino Visconti (2003), le scénariste Enrico Medioli considère que cet AVC a pour cause les brusques changements de température subis lors du tournage, avec le passage du froid des pays germaniques, où les extérieurs du film ont été tournés, à la chaleur torride des studios de Cinecittà.
Visconti est finalement mort quatre ans plus tard, le 17 mars 1976.

## Exploitation
La première a lieu le 18 janvier 1973 lors d'une soirée de gala au cinéma Metropol de Bonn, où le film est projeté pour la première fois dans une version de 3 heures. La version de 4 heures initialement prévue par le réalisateur, qui devait être ponctuée en son milieu par un court entracte, ne fut pas autorisée par les producteurs. En raison de son affaiblissement après son AVC et du fait que les producteurs gagnaient au rapport de forces, Visconti finit par accepter à contrecœur la projection inaugurale de cette version courte. Le critique de cinéma Wolfram Schütte (de) écrivit en 1975, en référence à la version raccourcie de 3 heures, que « ceux qui ont vu le film en RFA ne l'ont pas vu. » Dans cette version, on ne voit qu'en filigrane toute la maîtrise du réalisateur et la métaphore subtile du film. La version de 4 heures sera en revanche un autre film, un nouveau film.
Après sa première projection à Bonn, le film reçoit de vives critiques en Bavière. Ainsi, des associations bavaroises patriotiques signalent avoir décelé dans le film des « passages pervers » et « dégradants », et des hommes politiques de la CSU comme Franz Josef Strauss (qui était présent à la projection à Bonn) critiquent également le film. À la suite de cela, le distributeur munichois Gloria-Filmverleih, responsable de la distribution nationale, supprime de son propre chef 55 minutes supplémentaires de la version de 3 heures et sort dans les cinémas pour la République fédérale une version censurée, dans laquelle l'homosexualité de Ludwig n'est plus présentée. Ainsi, les scènes avec Marc Porel dans le rôle de l'amant de Ludwig, Richard Hornig, sont tellement réduites que le rôle de Richard se borne à être un serviteur de Ludwig comme un autre. Les scènes de la cabane de Hunding manquent et même l'étroite affinité entre Ludwig et Elisabeth ainsi que les discussions sur l'art et l'esthétisme entre Ludwig et Wagner sont également supprimées. Le Frankfurter Rundschau qualifie ces coupures d'« immonde barbarie cinématographique » et le cinéaste Hans-Jürgen Syberberg (lui même réalisateur d'un Ludwig sorti un an plus tôt) se demande qui est véritablement l'auteur de ce film grossièrement censuré : « À qui appartient-[il donc] ? ». Visconti entame par la suite une procédure juridique contre les coupures effectuées par le distributeur allemand, ce qui n'a pas empêché celui-ci de sortir le film dans les salles allemandes dans une version mutilée.
A la fin des années 1970, Ruggero Mastroianni, responsable du montage du film, et la scénariste Suso Cecchi D'Amico reconstituent pour la Rai une version complète fidèle au projet initial de Visconti, qui est présentée pour la première fois lors de la soirée de clôture de la Mostra de Venise 1980 et, dans les salles de cinéma, en novembre de la même année, puis à la télévision, d'abord sur Rai 3, le 6 mars 1987. Pour la version diffusée ensuite en DVD, il est indiqué une durée de 247 minutes, car cette version reconstituée est divisée en cinq parties et, pour chacune d'elles, le générique complet de début et de fin est inclus. La version reconstituée, qui est diffusée en deux parties par la ZDF en 1993 (et également par Arte en 2008), est post-synchronisée par endroits par la ZDF pour la version allemande, afin de compléter les voix des acteurs décédés entre-temps ou qui n'étaient pas disponibles,. De même dans la version française, alors que Romy Schneider avait postsynchronisé les dialogues de son personnage, sa voix dans la version longue est partiellement doublée par Anne Kerylen.
En Italie, le film, dans sa version raccourcie à 5 050 mètres, obtient le visa de censure no 62029 du 6 mars 1973 assorti d'une interdiction aux moins de 14 ans en raison de la teneur de certaines scènes. Sept ans plus tard, avec le rétablissement de la version complète de 6 555 mètres, le film reçoit le visa no 75842 le 18 novembre 1980, et est déclaré visible par tous.
Intitulé Le Crépuscule des dieux à sa sortie en France le 15 mars 1973 en référence à l'opéra homonyme de Wagner, le film est renommé par la suite Ludwig : Le Crépuscule des dieux pour éviter la confusion avec un film précédent de Luchino Visconti, Les Damnés (1969) dont le titre original est La caduta degli dei et le titre allemand Die Verdammten (Götterdämmerung), respectivement titres italien et allemand de l'opéra.